# دشمن خلق
اصطلاح دشمن خلق تعریفی سیال از سیاسیون مخالف یا کلاسی از مخالفان گروهی است که از این اصطلاح استفاده می کنند. این اصطلاح نشان دهنده آن است که "دشمنان" مورد نظر در حال اقدام علیه جامعه به عنوان یک کل هستند. این شبیه به مفهوم "دشمن دولت". می‌باشد. این اصطلاح در اصل از روم سر چشمه گرفته که به لاتین: hostis publicus خوانده میشد و در انگلیسی معمولاً به عنوان "دشمن عموم" خوانده می‌شود. این اصطلاح در فرم "دشمن خلق" برای قرن ها در ادبیات استفاده می‌شد (دشمن مردم، نمایشی نوشته هنریک ایبسن ۱۸۸۲). در دوران حاضر این شکل اصطلاح عموماً در واژه پردازی شوروی بکار برده‌شده‌است.

## ریشه‌های واژه
قدمت اصطلاح به دوران روم باستان باز می‌گردد زمانی که سنا اعلام امپراتور نرون را در ۶۸ قبل از میلاد یک hostis aaron خواند.
کلمات ennemi du peuple به طور گسترده‌ای طول انقلاب فرانسه بکار برده‌شدند. در ۲۵ دسامبر ۱۷۹۳ روبسپیر اظهار داشت: "دولت انقلابی حمایت ازملت را به همه شهروندان خوب مدیون است؛ برای دشمنان خلق چیزی جز مرگ مدیون نیست".

## اتحاد جماهیر شوروی
در اتحاد جماهیر شوروی این اصطلاح به شدت مورد استفاده قرار گرفت (زبان روسی: враг народаهای "vrag naroda")، که از آن به عنوان اینکه مردم در قدرت هستند استفاده‌می‌شد. این اصطلاح توسط ولادیمیر لنین در اوایل پس از به قدرت رسیدن در حکمی در ۲۸ نوامبر ۱۹۱۷ استفاده شد:
دیگر واژه‌های مشابه مورد استفاده عبارت بودند از:
- دشمن کارگران (враг трудящихся های vrag trudyashchikhsya)
- دشمن پرولتاریا (враг пролетариата های vrag proletariata)
- کلاس‌های دشمن (классовый враг های klassovyi vrag) ،

به خصوص اصطلاح "دشمن از کارگران" در ماده ۵۸ (RSFSR قانون مجازات شوروی) نام برده شده و مقالات مشابهی در دیگر قوانین شوروی موجود است.
در زمان های مختلف این اصطلاح برای مقاصدی مختلف استفاده شد به طور خاص به تزار نیکلای دوم و خانواده شاهنشاهی، به اشراف، به بورژوازی، به روحانیون، کارآفرینان، صاحبان کسب و کار، به آنارشیست ها، به کولاک ها، به سلطنت طلبان، منشویسم‌ها، به اسرها، به بودایی‌ها، به ترتوتسکیم‌ها، به طرفداران بوخارین، به کهنه بلشویکها، به ارتش و پلیس، به مهاجران، به خرابکاران، به آفات (вредители های "vrediteli"), به "انگل‌های اجتماعی" (тунеядцы, "tuneyadtsy")، Kavezhedists (افرادی که اداره و سرویس KVZhD (چین و شرق دور راه آهن) به خصوص جمعیت روسیه از هاربینهای چین) کسانی که در نظر گرفته بورژوازی ملی (به ویژه روسیهبا اوکراینبا بلاروسهای ارمنستانبا لیتوانیاییبا لتونیبا استونیایی ناسیونالیست های صهیونیستهای باسماچی‌ها) گفته شده‌است.
یک دشمن می توانست زندانی اخراج، اعدام و اموال خود را از دست بدهد. بستگان نزدیک متهم از دشمنان مردم بودند به عنوان "خائن از سرزمین مادری اعضای خانواده" و تحت پیگرد قانونی قرار می‌گرفتند. آنها گولاگ فرستاده می‌شدند، توسط اقامت اجباری در مناطق دور افتاده تنبیه می‌شدند و یا از حقوق شهروندی محروم می‌شدند. دوست از دشمن خلق بودن به طور خودکار فرد را در مظان شک قرار می‌داد.
کسری قابل توجه از دشمنان خلق نه به خاطر اقدامات خصمانه علیه کارگران و دهقانان و یا دولت بلکه به خاطر طبقه اجتماعی یا حرفه‌اشان پیش از انقلاب به این لقب خوانده‌می‌شدند: کسانی که با استفاده از نیروی کار استخدام های عالی رتبه روحانیت سابق پلیس تجار و غیره. برخی از آنها معمولاً شناخته شده به عنوان lishentsy (лишенцы مشتق شده از کلمه лишениеبا محرومیت) چرا که توسط اتحاد جماهیر شوروی، قانون اساسی بودند و محروم از حق رای دادن. این به طور خودکار ترجمه شده به محرومیت از منافع مختلف اجتماعی; برخی از آنها مانند سهمیه بندیشد و در زمان های بحرانی برای بقا است.
از ۱۹۲۷ ماده ۲۰ مشترک بخشی از قانون مجازات که به "اقدامات دفاع اجتماعی" وارد بود ترم ۲۰ الف به اینصورت بود: "اعلام می شود دشمن کارگران با محرومیت از تابعیت جمهور مواجه و از این رو از تابعیت اتحاد جماهیر شوروی خلع و به اجبار از خاک شوروی اخراج خواهد شد". با این وجود بسیاری از "دشمنان مردم" به جای اخراج به تحمل رنج کار در اردوگاه های کار اجباری محکوم می‌شدند.
این اصطلاح مجدداً در اواخر دهه ۲۰۰۰ به گفتمان عمومی بازگشت زمانی که تعدادی از نمایندگان و سیاستمداران طرفدار دولت (مهمترین آن‌ها رمضان قدیروف) برای احیای اتحاد جماهیر شوروی فراخوان دادند و "دشمنان خلق" برای تعریف تمام مخالفان سیستم بکار برده‌شد.